# بخش فدرال
بخش فدرال (به اسپانیایی: Departamento Federal) یک منطقهٔ مسکونی در آرژانتین است که در استان انتره ریوس واقع شده‌است.